# Neolophonotus iota
Neolophonotus iota là một loài ruồi trong họ Asilidae. Neolophonotus iota được Londt miêu tả năm 1988. Loài này phân bố ở vùng nhiệt đới châu Phi.